# Teia (Gotisch koning)

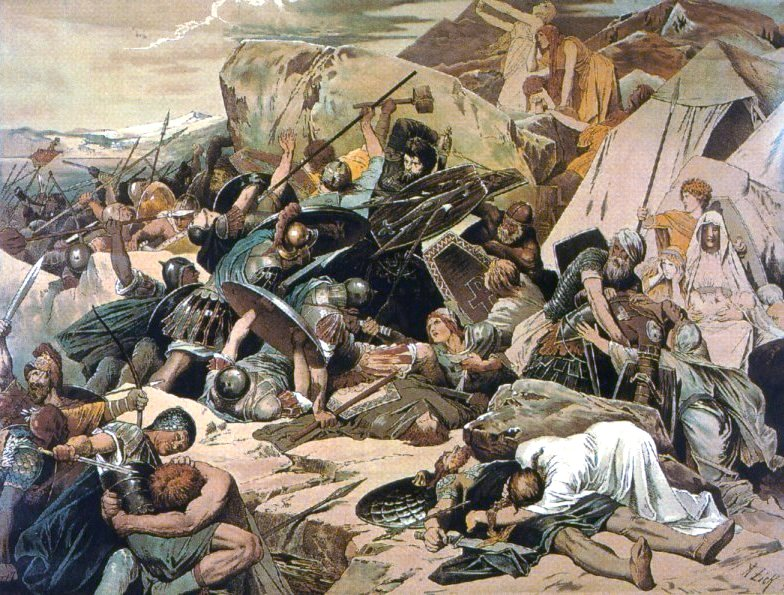
Schilderij van Teia (midden, zwart haar) tijdens de slag bij Mons Lactarius.

Teia (? - 553) was de laatste koning van de Ostrogoten in Italië.
Nadat de Ostrogotische koning Totila was gesneuveld in de Slag bij Taginae tegen het Byzantijnse leger onder bevel van Narses, werd Teia als zijn opvolger geïnstalleerd. Lang kon Teia echter niet genieten van zijn nieuw verkregen macht. In een poging om de Ostrogotische machtspositie in Italië te herstellen trok Teia op tegen Narses en zijn troepen die op dat moment Cumae belegerden. Teia werd echter in een hinderlaag gelokt en gedwongen de Slag bij Mons Lactarius uit te vechten. Hoewel de slag twee dagen duurde bleek Narses de overhand te krijgen. Teia werd gedood en zijn broer Aligern bood daarop de overgave van de Ostrogoten aan.
Als politieke en etnische eenheid verdwenen de Ostrogoten uit de geschiedenis.
Achiulf · Alatheus · Athalarik  · Andag · Amalasuntha · Athanarik · Erarik · Ermanarik · Ildibad · Odotheus . Radegast · Safrax · Teia · Theodahad · Theodorik de Grote · Theodorik de Oudere · Thiudimir · Totila · Valamir · Videricius · Vidimir · Vithimiris · Witiges